# Spiljani (Konjic)
Pour les articles homonymes, voir Spiljani.
Spiljani (en cyrillique : Спиљани) est un village de Bosnie-Herzégovine. Il est situé dans la municipalité de Konjic, dans le canton d'Herzégovine-Neretva et dans la fédération de Bosnie-et-Herzégovine. Selon les premiers résultats du recensement bosnien de 2013, il compte 405 habitants.

## Démographie

### Évolution historique de la population
| 1948 | 1953 | 1961 | 1971 | 1981 | 1991 | 2013 |
| ---- | ---- | ---- | ---- | ---- | ---- | ---- |
| -    | -    | 419  | 593  | 602  | 654  | 405  |

|  |

### Communauté locale
En 1991, la communauté locale de Spiljani comptait 1 095 habitants, répartis de la manière suivante :